# Акжаїк
Акжаї́к (каз. Ақжайық) — село у складі Теректинського району Західноказахстанської області Казахстану. Адміністративний центр Акжаїцького сільського округу.
Населення — 2943 особи (2021; 2781 у 2009, 2991 у 1999, 2789 у 1989).